# Martyrs de Vingré

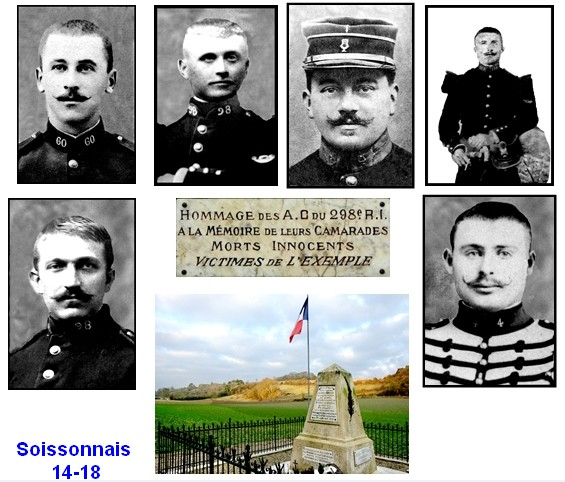
6 fusillés de Vingré et monument commémoratif

Les martyrs de Vingré, ou fusillés de Vingré, sont six Poilus —  le caporal Paul Henry Floch et les soldats Jean Blanchard, Francisque Durantet, Pierre Gay, Claude Pettelet et Jean Quinault  — appartenant au 298e régiment d'infanterie, connus pour avoir été fusillés pour l'exemple pendant la Première Guerre mondiale, le 4 décembre 1914, à Vingré dans le département français de l'Aisne. Ils furent réhabilités par la Cour de cassation le 29 janvier 1921.

## La situation militaire
Dans l'Aisne, au début de l'automne 1914, le front s'est figé, Français et Allemands ont creusé des tranchées et se font face. Les régiments de réserve du département de la Loire sont arrivés dans le secteur depuis la fin de la bataille de la Marne avec le 216e régiment d'infanterie (216e RI) de Montbrison, le 238e RI de Saint-Étienne, et le 298e RI de Roanne. Ils ont auparavant combattu sur l'Ourcq subissant de lourdes pertes. Après la prise de la ferme de Confrécourt, remportée de haute lutte, ils n'ont pas réussi à pousser plus en avant et ils organisent alors, depuis le 20 septembre 1914, la défense du village de Vingré, situé à une dizaine de kilomètres au nord-ouest de Soissons.

## Justice militaire et exécutions pour l'exemple au début de la guerre
Au début de la guerre, en septembre 1914, le commandement militaire français est confronté à de nombreux cas de panique et de mutilations volontaires, il craint alors la contagion de l'indiscipline parmi les conscrits. Il va alors décider d'une forte répression à la moindre défaillance des soldats, voire dans certains cas à une simple suspicion de défaillance. Le généralissime Joffre crée les conseils de guerre spéciaux dans chaque régiment, chargés de juger de manière expéditive les soldats accusés de désertion, de refus d'obéissance ou d'abandon de poste en présence de l'ennemi. La justice militaire va alors sanctionner très durement les fautes commises ou supposées par des condamnations allant jusqu'à la peine de mort. Selon André Bach (1943-2017), général, historien de la Première Guerre mondiale et spécialiste de la justice militaire, cette dernière est alors « guidée par les stratégies disciplinaires et non par le souci de rendre une justice équitable. Jugement et exécution du jugement participent de la relation d'autorité ». La question de l'exemplarité, plus  que celle de la justice est alors primordiale aux yeux du commandement pour maintenir une stricte obéissance des troupes.
Sur le front, dans le secteur  de Vingré-Fontenoy (à l'est de Vic-sur-Aisne et au nord-ouest de Soissons) qui est sous le commandement du général de Villaret, tous les mois de l'automne 1914 et de l'hiver 1914-1915 sont marqués par des exécutions : le 10 octobre, deux hommes du 238e régiment d'infanterie (238e RI) sont fusillés à Ambleny ; le 15 novembre, un soldat du 42e RI à Vingré ; le 4 décembre, ce sont les « martyrs de Vingré », les six du 298e RI ; le 12 décembre, un soldat du 305e RI à Fontenoy ; le 28 janvier 1915, un soldat du 42e RI à Vingré ; le 12 février, un soldat du 60e RI à Fontenoy. Sur les 12 soldats exécutés dans ce secteur, 9 seront réhabilités après la guerre, grâce aux démarches des familles et de l'Union nationale des combattants.

## Les faits

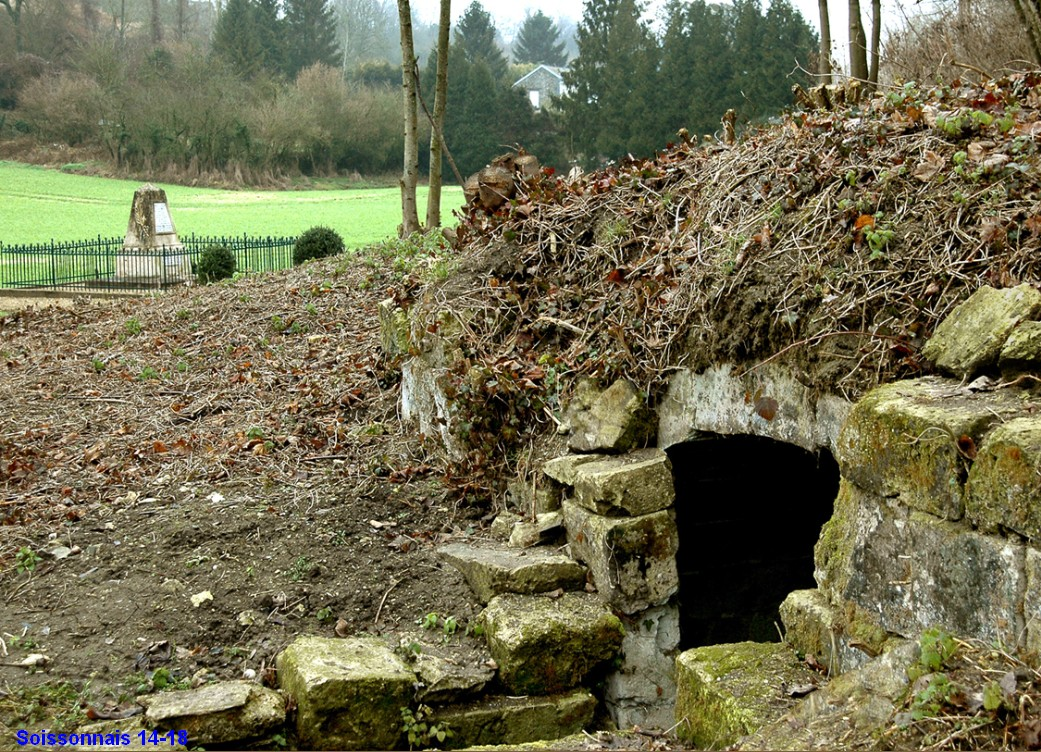
Cave où les six fusillés passèrent leur dernière nuit et écrivirent leur dernière lettre entre le 3 et le 4 décembre 1914

Le 27 novembre 1914 en fin d'après-midi, dans le secteur de la Maison détruite, la 19e compagnie du 298e RI subit un intense bombardement de l'artillerie allemande pendant deux heures. La tranchée est en partie détruite et les Français évacuent le secteur ne laissant que quelques soldats pour le guet. Après la tombée de la nuit, des soldats allemands investissent la tranchée par surprise et ne rencontrent que peu de résistance. Ils y avancent et surprennent deux demi-sections françaises en train de souper. Le sous-lieutenant Paulaud aurait donné alors l’ordre à ses troupes de se replier dans la seconde tranchée, dite de résistance, située 200 mètres à l'arrière, mais certains soldats français sont faits prisonniers par les Allemands ,. Paulaud donne ensuite l'ordre de reprendre la tranchée, ce qui est fait rapidement, les Allemands s'étant déjà retirés. Mais, à l'issue de cette escarmouche, une dizaine de soldats du 298e restent prisonniers de l'ennemi.

## Conseil de guerre et exécution
Les deux escouades (24 hommes) qui ont momentanément abandonné leur tranchée sont alors prévenues qu'elles ont commis un « abandon de poste en présence de l’ennemi ». Lors de l'enquête sommaire, les soldats indiquent avoir reculé sur ordre du sous-lieutenant Paulaud, et s’être repliés dans une tranchée à l’arrière de celle où l’attaque allemande s'est déroulée. Le sous-lieutenant Paulaud soutient ne pas avoir donné cet ordre de repli et accable les 24 soldats.
On évoque initialement comme sanction huit jours supplémentaires à passer en première ligne mais le général de Villaret, commandant du 7e corps d'armée, souhaite faire un exemple comme le colonel Pinoteau, président de la cour martiale et commandant du régiment, qui lui souhaite voir fusiller tous les soldats impliqués. Le 3 décembre, le conseil de guerre spécial du 298e RI, à l'issue d'un tirage au sort, désigne six d'entre eux qui sont fusillés pour l'exemple le 4 décembre 1914, suivant en cela les directives données à ce conseil par le général Villaret pour « aider les combattants à retrouver le goût de l'obéissance » (selon une autre source, les soldats auraient été placés dans l'ordre où ils étaient dans la tranchée avant de la quitter et les six premiers auraient été finalement désignés). Parmi les six, le caporal Henry Floch, qui avait pourtant été fait prisonnier par les Allemands mais avait réussi à s'enfuir et rejoindre les lignes françaises.
La dernière lettre de celui-ci à sa femme Lucie résume bien les faits: 
« Ma bien chère Lucie,
Quand cette lettre te parviendra, je serai mort fusillé. Voici pourquoi : le 27 novembre, vers 5 heures du soir, après un violent bombardement de deux heures, dans une tranchée de première ligne, et alors que nous finissions la soupe, des Allemands se sont amenés dans la tranchée, m’ont fait prisonnier avec deux autres camarades. J’ai profité d’un moment de bousculade pour m’échapper des mains des Allemands. J’ai suivi mes camarades, et ensuite, j’ai été accusé d’abandon de poste en présence de l’ennemi.
Nous sommes passés vingt-quatre hier soir au Conseil de Guerre. Six ont été condamnés à mort dont moi. Je ne suis pas plus coupable que les autres, mais il faut un exemple. Mon portefeuille te parviendra et ce qu’il y a dedans. Je te fais mes derniers adieux à la hâte, les larmes aux yeux, l’âme en peine. Je te demande à genoux humblement pardon pour toute la peine que je vais te causer et l’embarras dans lequel je vais te mettre…
Ma petite Lucie, encore une fois, pardon. Je vais me confesser à l’instant, et espère te revoir dans un monde meilleur. Je meurs innocent du crime d’abandon de poste qui m’est reproché. Si au lieu de m’échapper des Allemands, j’étais resté prisonnier, j’aurais encore la vie sauve. C’est la fatalité.
Ma dernière pensée, à toi, jusqu’au bout.
Henry Floch »
Le journal de marche du régiment, signale l'exécution à la date du 4 décembre 1914 : 
« L'exécution des 6 condamnés à mort a lieu à 7h30, à 200 m à l'ouest du calvaire de Vingré, situé à l'embranchement des deux chemins allant à Nouvion. Assistent à la parade d'exécution les quatrième compagnie de réserve du 298e, deuxième compagnie du 216e et une compagnie du 238e. Les troupes sont commandées par le Lieutenant-Colonel Pinoteau. Les condamnés qui ont passé la nuit dans la prison du poste de police sont amenés à 7h30 par un piquet de 50 hommes et fusillés. Après l'exécution qui se passe sans incident, les troupes défilent devant les cadavres et rentrent dans leurs cantonnements. »
Le conseil de guerre condamne aussi à mort les soldats faits prisonniers par les Allemands mais la sanction ne sera pas appliquée à leur retour de captivité à la fin de la guerre.

## Lettres des condamnés

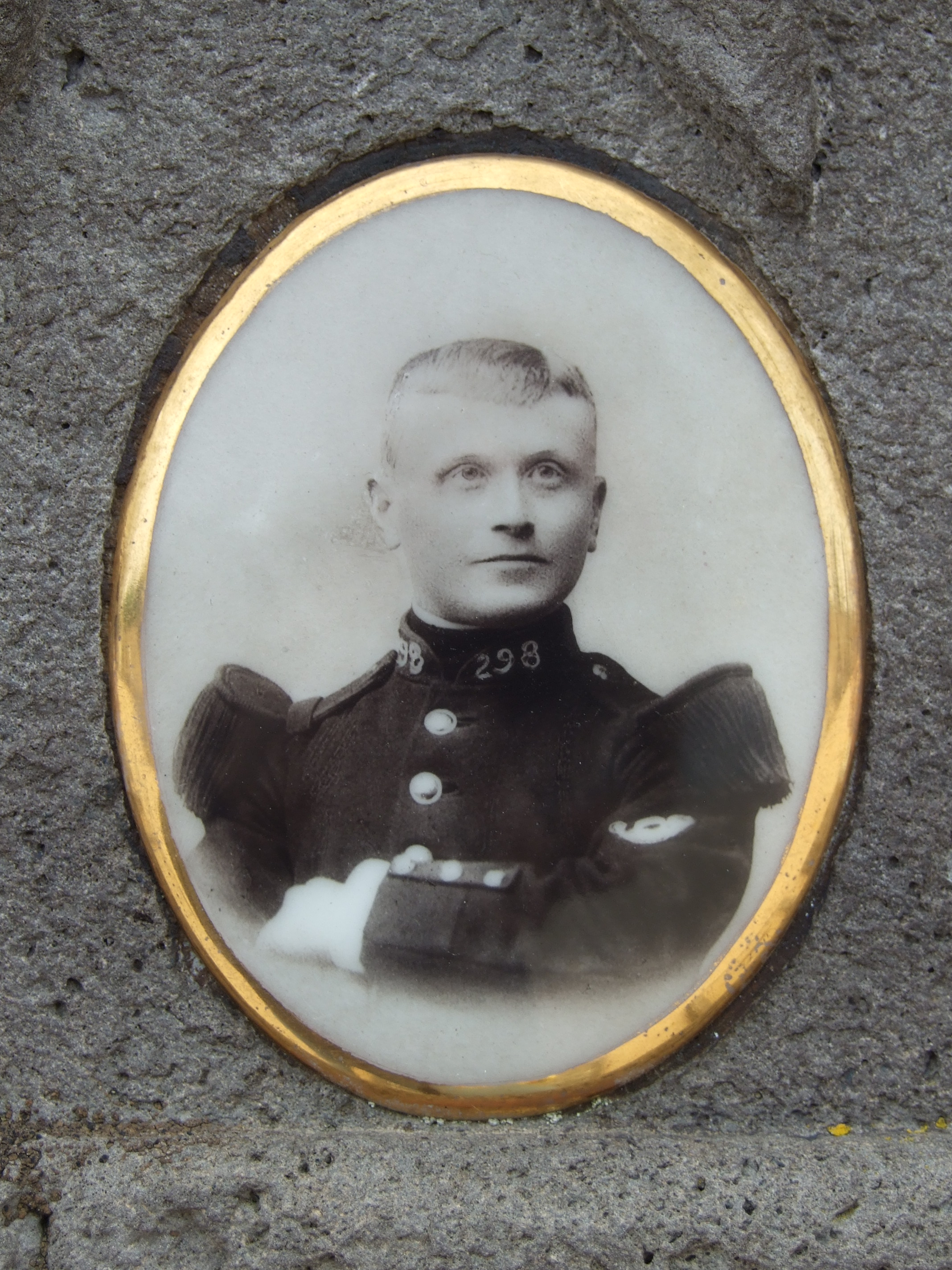
Photographie de Jean Quinault sur sa tombe au cimetière de Vallon-en-Sully (Allier)

Voici ce que le soldat Jean Quinaud écrit à sa femme la veille de son exécution : 
« Je t'écris mes dernières nouvelles. C'est fini pour moi. J'ai pas le courage. Il nous est arrivé une histoire dans la compagnie. Nous sommes passés 24 au conseil de guerre. Nous sommes 6 condamnés à mort. Moi, je suis dans les 6 et je ne suis pas plus coupable que les camarades, mais notre vie est sacrifiée pour les autres. Dernier adieu, chère petite femme. C'est fini pour moi. Dernière lettre de moi, décédé pour un motif dont je ne sais pas bien la raison. Les officiers ont tous les torts et c'est nous qui sommes condamnés à payer pour eux. Jamais j'aurais cru finir mes jours à Vingré et surtout d'être fusillés pour si peu de chose et n'être pas coupable. Ça ne s'est jamais vu, une affaire comme cela. Je suis enterré à Vingré... »
Extraits de la lettre de Jean Blanchard à sa femme Michelle :
« 3 décembre 1914, 11 heures 30 du soir
Ma chère Bien-aimée, c'est dans une grande détresse que je me mets à t'écrire et si Dieu et la Sainte Vierge ne me viennent en aide c'est pour la dernière fois...
Je vais tâcher en quelques mots de te dire ma situation mais je ne sais si je pourrai, je ne m'en sens guère le courage. Le 27 novembre, à la nuit, étant dans une tranchée face à l'ennemi, les Allemands nous ont surpris, et ont jeté la panique parmi nous, dans notre tranchée, nous nous sommes retirés dans une tranchée arrière, et nous sommes retournés reprendre nos places presque aussitôt, résultat : une dizaine de prisonniers à la compagnie dont un à mon escouade, pour cette faute nous avons passé aujourd'hui soir l'escouade (vingt-quatre hommes) au conseil de guerre et hélas ! nous sommes six pour payer pour tous, je ne puis t'en expliquer davantage ma chère amie, je souffre trop, l'ami Darlet pourra mieux t'expliquer, j'ai la conscience tranquille et me soumets entièrement à la volonté de Dieu qui le veut ainsi ; c'est ce qui me donne la force de pouvoir t'écrire ces mots, ma chère bien-aimée, qui m'a rendu si heureux le temps que j'ai passé près de toi, et dont j'avais tant d'espoir de retrouver. Le 1er décembre au matin on nous a fait déposer sur ce qui s'était passé, et quand j'ai vu l'accusation qui était portée contre nous et dont personne ne pouvait se douter, j'ai pleuré une partie de la journée et n'ai pas eu la force de t'écrire...
Oh ! bénis soient mes parents qui m'ont appris à la connaître ! Mes pauvres parents, ma pauvre mère, mon pauvre père, que vont-ils devenir quand ils vont apprendre ce que je suis devenu ? Ô ma bien-aimée, ma chère Michelle, prends-en bien soin de mes pauvres parents tant qu'ils seront de ce monde, sois leur consolation et leur soutien dans leur douleur, je te les laisse à tes bons soins, dis-leur bien que je n'ai pas mérité cette punition si dure et que nous nous retrouverons tous en l'autre monde, assiste-les à leurs derniers moments et Dieu t'en récompenseras, demande pardon pour moi à tes bons parents de la peine qu'ils vont éprouver par moi, dis-leur bien que je les aimais beaucoup et qu'ils ne m'oublient pas dans leurs prières, que j'étais heureux d'être devenu leur fils et de pouvoir les soutenir et en avoir soin sur leurs vieux jours mais puisque Dieu en a jugé autrement, que sa volonté soit faite et non la mienne. Au revoir là-haut, ma chère épouse.
Jean »

## La double peine
Dans l'armée, le cas du soldat fusillé pour l'exemple a pour conséquence que sa famille est doublement touchée du deuil. En effet, au poids du deuil s'ajoute la honte d'avoir eu un frère, un père, un époux condamné pour sa lâcheté. C'est une punition d'un point de vue financier également puisque les femmes des fusillés ne reçoivent pas la pension attribuée aux veuves de guerre.
Le frère d'Henry Floch, Émile Floch, indique lors de l'inauguration du monument de Vingré en 1925 : « Nous avons vécu dans une atmosphère affreuse de la suspicion illégitime et la honte injustifiée ».
Le fils de Claude Pettelet doit être retiré de l'école et son éducation est alors confiée à un précepteur. La veuve Pettelet, par la suite, sort dans la rue avec un pistolet pour se protéger, après avoir reçu des insultes et des menaces.

## La réhabilitation

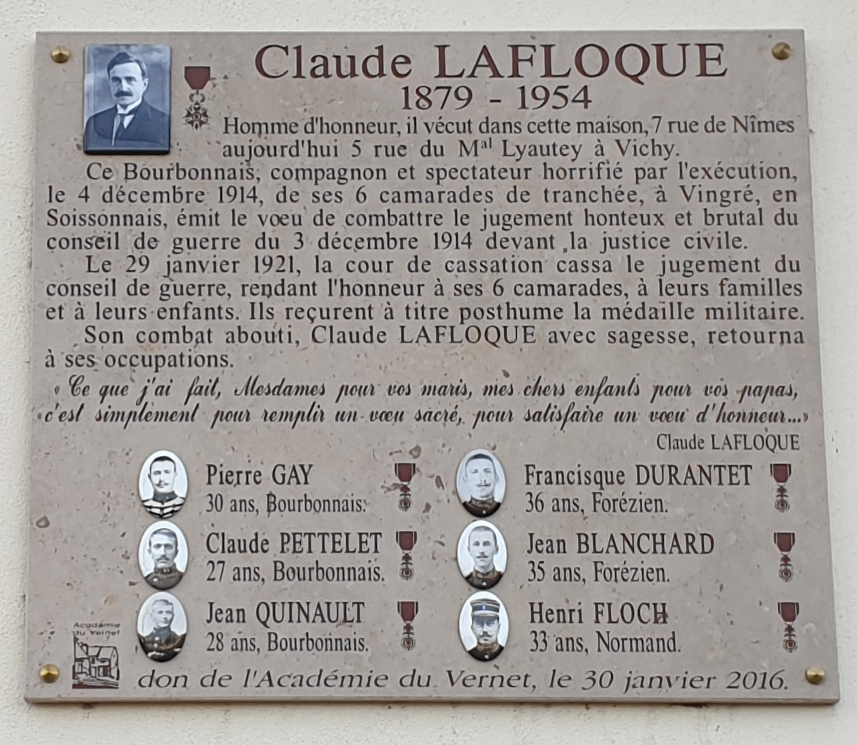
Plaque commémorative de l'action de Claude Lafloque pour les six fusillés de Vingré, sur la maison où il résidait au 4 rue de Nimes (aujourd'hui le 5 rue Maréchal-Lyautey) à Vichy. Une rue à proximité a été nommée à son nom.

En février 1919, les veuves des soldats Blanchard et Durantet entreprennent les premières démarches pour la réhabilitation de leurs conjoints en écrivant au docteur Laurent, député de Roanne, les deux soldats étant originaires du département. Mais c’est avant tout la détermination et l’acharnement de Claudius Lafloque, un ancien du 298e RI alors  redevenu employé de banque à Vichy (Allier), qui permet de faire avancer la requête (échange de correspondances avec le ministère de la Justice, obtention de nombreux témoignages mettant en accusation directe le sous-lieutenant Paulaud, etc.).
Avec l’aide d’un avocat, le ministère, mis sous pression, finit par accepter la révision du procès. L’audience devant la Cour de cassation a lieu les 30 novembre et 1er décembre 1920, et le verdict est rendu le 29 janvier 1921, cassant le jugement du 4 décembre 1914 et rétablissant les familles des fusillés dans leur plein droit, y compris pour le paiement des arrérages de pension depuis 1914.
L'arrêt de la Cour de cassation du 29 janvier 1921 est publié au Journal officiel du 18 février 1921 :

« Attendu que le sous-lieutenant Paulaud… peut être considéré comme ayant été un des principaux témoins de l’accusation ; qu’au moment de la panique le chef de section, sous-lieutenant Paulaud, sorti de son abri voisin, leur avait donné l’ordre de se replier sur la tranchée de résistance ; que cet officier était parti lui-même précipitamment et l’un des premiers dans cette direction.
Attendu que le lieutenant Paupier, qui commandait la compagnie et se trouvait dans la tranchée de résistance a déclaré qu’en effet le sous-lieutenant Paulaud était arrivé l’un des premiers au moment de la panique de cette tranchée…
Attendu qu’il importe de constater que le sous-lieutenant Paulaud lui-même a exprimé sa conviction de l’innocence des condamnés, quelques instants après leur exécution, et qu’il a affirmé à nouveau cette conviction à diverses reprises dans ces dernières dépositions.
Pour ces motifs :
CASSE et ANNULE le jugement du Conseil de Guerre spécial de la 53e division d’infanterie, en date du 3 décembre 1914, qui a confirmé le caporal Floch, les soldats Gay, Pettelet, Quinault, Blanchard et Durantet à la peine de mort.
Décharge leur mémoire de cette condamnation. »

Les six seront par la suite décorés de la médaille militaire et de la Croix de Guerre à titre posthume.
À la suite de ce jugement, le lieutenant Paulaud est inculpé pour faux témoignage par le ministère de la Guerre et jugé les 4 et 5 octobre 1921 devant le conseil de guerre de la 13e Région militaire. Le commissaire du gouvernement requiert trois ans de prison et sa destitution mais, sept ans après les faits, les preuves de sa culpabilité sont difficiles à établir. Il est finalement acquitté, au grand mécontentement des anciens combattants. Selon l'historien Nicolas Offenstadt, il s'agit du seul officier qui passa en jugement pour son rôle dans une exécution.
En juillet 1929, Émile Floch, frère du caporal Floch, porte plainte pour forfaiture contre les officiers jugés responsables de la condamnation de 1914 : le général Étienne de Villaret, le colonel Pinoteau et le commandant Guignot. Cette plainte est classée sans suite.
Claudius Lafloque recevra la Légion d'honneur pour son action.

## Les six soldats
Les six soldats étaient âgés de 27 à 36 ans. Deux étaient originaires du Roannais, trois de l'est de  l'Allier et un de Normandie. Six d'entre-eux étaient mariés et deux avaient des enfants.
- Jean Blanchard est né le 30 septembre 1879 (35 ans) à Ambierle dans le nord du  département de la Loire (dans l'actuelle région Auvergne-Rhône-Alpes). Il s'y marie  en 1912 avec Michelle Desiage, sans enfant. Il est cultivateur avant d'être rappelé sous les drapeaux en 1914. Il est enterré dans le vieux cimetière d'Ambierle.
- Francisque Durantet, cousin germain de Jean Blanchard[4], est né le 5 octobre 1878 (36 ans) à Ambierle. Il s'y marie en 1906 avec Claudine Drigeard, ils ont deux fils[4]. Il est  cultivateur. Il est enterré dans le vieux cimetière d'Ambierle.
- Paul Henry Floch est né le 31 mai 1881 (33 ans) à Breteuil dans l'Eure, marié sans enfants[4], il est greffier de la justice de paix dans cette commune normande.
- Pierre Gay est né le 30 novembre 1884 (30 ans) à Treteau dans l'Allier (dans l'actuelle région Auvergne-Rhône-Alpes), fils de François Gayet et d'Anne Luminet. Il s'y marie à Marie Minard le 28 septembre 1912, sans enfant. Son frère, Jean Gay est « mort pour la France » en avril 1917 au chemin des Dames[4].
- Claude Pettelet est né le 13 février 1887 (27 ans) à La Guillermie dans l'Allier, marié, un fils[4].
- Jean Quinaud est né le 14 mars 1886 (28 ans) à Saint-Victor dans l'Allier[4]. Il vit non loin à Huriel. Il s'est marié en juin 1914. Son nom est inscrit sur le monument aux morts d'Huriel et sa tombe, située à Vallon-en-Sully dans l'Allier porte l'inscription « Martyr de Vingré »[15],[16],[17]

## Les martyrs de Vingré dans la littérature
- Dans le roman, Au revoir là-haut (2013) de Pierre Lemaitre, le titre reprend le mot d'adieu de la dernière lettre d'un des fusillés, Jean Blanchard, à son épouse.
- Le roman La Promesse des Âmes (2014) d'Ève Carmignani s'inspire des faits de 1914 dans les tranchées et des fusillés pour l'exemple de Vingré.
- Le roman Le Fils du fusillé (2018)[18] de Jean-Pierre Barré s'inspire de cette tragédie.

## Lieux de mémoire

### Monument aux Six Fusillés de Vingré

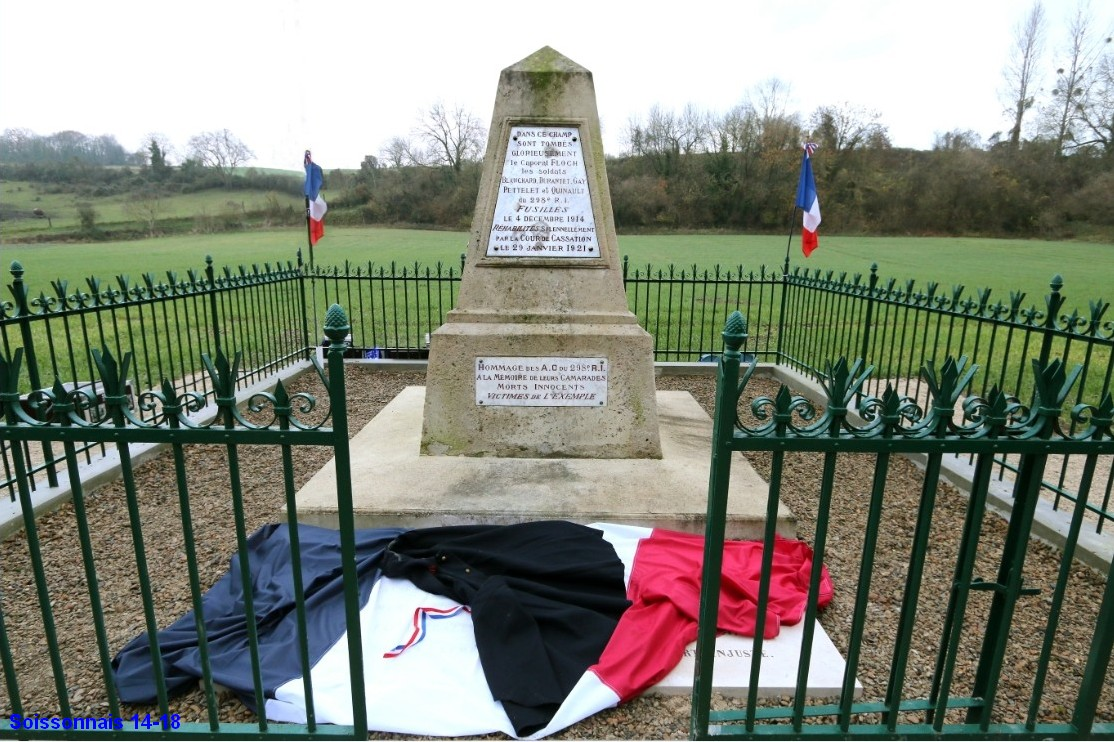
Monument aux Six Fusillés de Vingré

Édifié sur le lieu de l’exécution (49° 25′ 42,7″ N, 3° 10′ 23,6″ E), le monument aux Six Fusillés de Vingré fut inauguré le 5 avril 1925, en présence de nombreux anciens combattants du 298e RI. Il avait été financé par souscription à la suite d'une campagne de presse orchestrée par la Ligue des droits de l'Homme et avec le soutien des départements de la Loire et de l’Allier. Rendant hommage à la mémoire des six martyrs, il est inscrit sur le monument : 

« Dans ce champ sont tombés glorieusement
le caporal Floch,
les soldats
Blanchard, Durantet, Gay
Pettelet et Quinaud
du 298e R.I.
Fusillés
le 4 décembre 1914
Réhabilités solennellement
par la Cour de Cassation
le 29 janvier 1921

Hommage des anciens combattants du 298e R.I.
à la mémoire de leurs camarades
 morts Innocents
Victimes de l'exemple »

### Stèle commémorative d'Ambierle
Dans la petite commune d’Ambierle dans la Loire d'où sont originaires et où ont été réinhumés deux des fusillés, Jean Blanchard et Francisque Durantet, une stèle rend hommage aux six fusillés de Vingré. Cette stèle est un don de l’Association laïque des amis des monuments pacifistes de Saint-Martin-d'Estréaux et de la Loire, avec le soutien du Conseil général de la Loire.

### Nom donné à des voies publiques
Différentes voies publiques en France rappellent les fusillés de Vingré principalement dans le département de la Loire — deux des fusillés en étaient originaires et le 298e régiment d'infanterie était basé à Roanne — et dans celui voisin de l'Allier d'où venait 3 des fusillés (le dernier venait de Normandie) : 
- à Saint-Étienne, une rue des Martyrs-de-Vingré est située au cœur de l'actuel secteur piétonnier. Le 17 octobre 1921, le conseil municipal de la ville décide de donner le nom de rue des Fusillés-de-Vingré à la rue Saint-Jacques. En mars 1922, le nom est modifié en rue des Réhabilités-de-Vingré, brièvement renommé rue Saint-Jacques entre 1941 et 1944[19] sous le régime de Vichy, puis à la Libération en son nom actuel de rue des Martyrs-de-Vingré[4].
- à Roanne, le conseil municipal du 22 décembre 1922 décide de renommer une rue des Fusillés-de-Vingré (le 298e régiment d'infanterie est basé dans la ville et deux des six fusillés, les soldats Blanchard et Durantet, étaient d'Ambierle, un village à une dizaine de kilomètres de Roanne). Mais le sous-préfet, sur avis du ministère de l'Intérieur, s'y oppose[4]. Finalement plus de 90 ans plus tard, le 2 juillet 2016, le conseil municipal décide de donner le nom des Martyrs-de-Vingré à une rue du quartier de l'Arsenal. L'inauguration a eu lieu le 7 octobre 2017 en présence de descendants des soldats fusillés.
- à  Ambierle dans la Loire, place des Martyrs-de-Vingré
- à Boën-sur-Lignon dans la Loire, rue des Martyrs-de-Vingré
- à Cournon-d'Auvergne dans le Puy-de-Dôme, rue des Fusillés-de-Vingré

On retrouve aussi mention de Vingré : 
- à Vichy, avec la rue de Vingré (il existe aussi une rue Lafloque du nom de Claudius Lafloque qui s'était battu pour leur réhabilitation situé à proximité de son ancien domicile sur le mur duquel figure une plaque commémorative),
- à Cuxac-d'Aude dans l'Aude avec le boulevard de Vingré.

### Monument à la mémoire des Poilus fusillés pour l'exemple de Riom

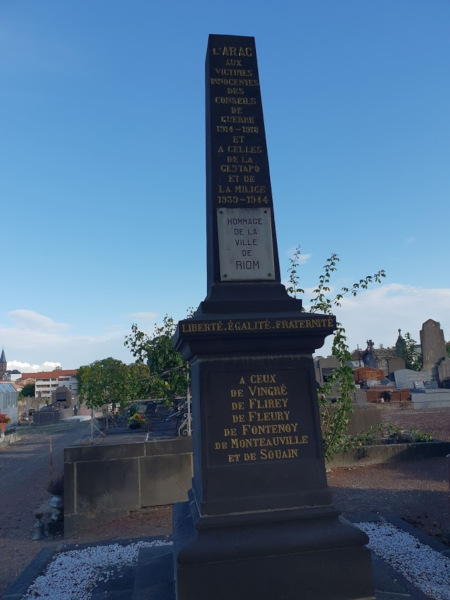
Monument du cimetière de Riom.

À Riom, dans le département du Puy-de-Dôme, est dédié un monument aux morts à la mémoire des poilus fusillés pour l'exemple : aux six martyrs de Vingré et à ceux de Flirey, Fleury, Fontenoy, Montauville et Souain. Situé à proximité du carré militaire au sein du cimetière des Charmettes, il est inauguré le 11 novembre 1922. Il est inscrit sur le monument : « Aux victimes innocentes des conseils de guerre 1914 - 1918 et à celles de la Milice et de la Gestapo 1939 - 1944 ». Le monument est simple, de type obélisque, avec des inscriptions gravées en lettre d’or, sans aucun élément décoratif.

## Cérémonies commémoratives

### Première cérémonie avec les familles en 1999
Les 17 et 18 avril 1999, l'association Soissonnais 14-18 accueille pour la 1re fois ensemble à Vingré les familles des descendants des 6 fusillés, grâce à l'action de Mme Guillalot, belle-fille de Jean Blanchard et de M. et Mme Bouiller, responsables du musée d’Ambierle. Cette cérémonie fut le point de départ de la publication de lettres et de portraits des fusillés ; l'association œuvrant pour la réalisation d'un circuit mémoire à Vingré.

### Cérémonie du90eanniversaire en 2004
Le 4 décembre 2004, pour le 90e anniversaire de l’exécution, une plaque fut apposée sur le monument par le président du Conseil général de l'Aisne portant les noms des six fusillés et les faisant « citoyens d’honneur du département de l’Aisne ».

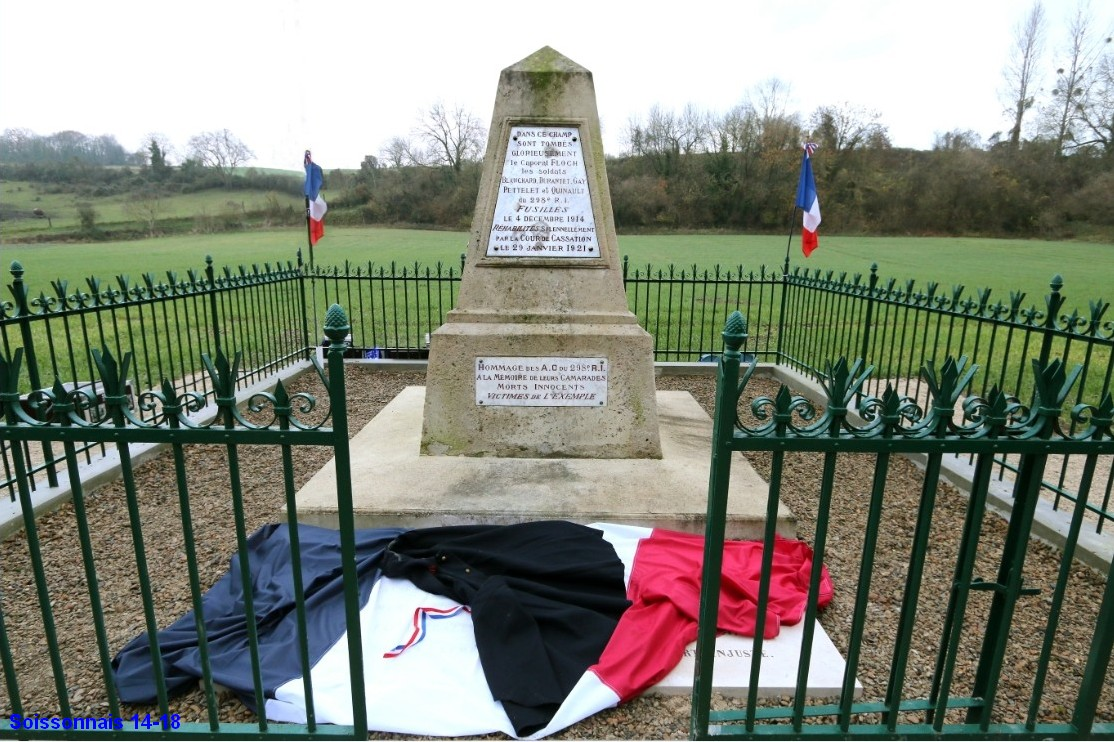
Monument commémoratif aux 6 fusillés de Vingré au matin des commémorations du centenaire le 6 décembre 2014 avec les familles à nouveau réunies.

### Cérémonie du centenaire en 2014
Le 6 décembre 2014, une cérémonie est organisée par le conseil général de l'Aisne et l'Association Soissonnais 14-18 pour le centenaire de l'exécution des 6 fusillés de Vingré. Elle est précédée d'une visite des lieux menée par Denis Rolland et Jean-Luc Pamart, les « gardiens de la mémoire » de l’association. Sont aussi présents les familles des fusillés, le maire de Nouvron-Vingré Pierre Erbs, le sous-préfet de Soissons Laurent Olivier, le sénateur et président du Conseil général de l'Aisne Yves Daudigny, le vice-président du Conseil général de l’Allier (département dont 3 des fusillés sont originaires) Jacques de Chabannes, la députée de l’Aisne Marie-Françoise Bechtel, le sénateur de l'Aisne et maire de Laon Antoine Lefèvre et l'ancien général et historien de la Première Guerre mondiale, spécialiste de la justice militaire, André Bach. En signe de solidarité avec les familles des « 6 de Vingré », des descendants de Lucien Bersot, aussi fusillé pour l'exemple en février 1915 et réhabilité en 1922, participent à cet hommage, ainsi que les descendants de Claudius Lafloque et Jean Nicolaÿ, artisan et avocat des familles pour la réhabilitation en 1921, et Claire de Villaret, petite-fille du général de Villaret. Les familles furent accueillies par l'association Soissonnais 14-18 en cérémonie privée en début de matinée. Pour clore la cérémonie, Indegort Kleinjan interprète une Nocturne de Chopin au violon qu'elle termine par quelques notes qui évoquent la sonnerie aux morts.